# 關皓月

關皓月（Cat Kwan，10月4日—），香港電影編劇、電視編劇。前亞洲電視、無綫電視編劇／編審。2000年憑電影《心動》與張艾嘉獲得第19屆香港電影金像獎最佳編劇獎，關編審於2012年離開無綫電視，《戀愛季節》是她在無綫電視的暫別作品，2014年，她以獨立自由編劇的身份再次為無线電視《再戰明天》執筆。關皓月早年在香港島銅鑼灣長大，就讀大學時主修新聞系。在學時當過報社的兼職新聞翻譯員、商業電台的兼職資料搜集及撰稿員，之後在無綫電視戲劇組、香港電台和亞洲電視當過助理編導。她曾在亞洲電視宣傳部工作，後來轉到創作部寫稿。正式成為編劇前分別在廣告公司和電影公司負責文案與發行的工作。關皓月就讀大學三年級時到香港商業電台實習，畢業後被鄭丹瑞指引撰寫自薦信到無綫電視應徵副導演的崗位，並獲曾勵珍取錄。關皓月其後在電視台任職助理編導兩年。兩年後便把自己寫的劇本交予當時為創作部主任的鄧特希，結果經面試後成為編劇。其編劇事業於1998年開始發展。
曾参與《衝上雲霄》《隔世追兇》《潛行狙擊》等深受觀眾歡迎的電視劇集以及經典電影《心動》等，擅長的題材類型多樣化。成為經典形象的劇集人物“Laughing哥”名字就是她創造，出自她的手筆。

## 編審／編劇列表

### 電視劇（無綫電視）
- 難兄難弟之神探李奇(1998) (編劇)
- 非常保鑣(1999) (編劇)
- 命轉情真(1999) (編劇)
- 先生貴性(1999) (編劇)
- 廟街·媽·兄弟(2000) (編劇)
- 衝上雲霄(2003) (編劇)
- 美麗在望(2003) (編劇)
- 戀愛自由式(2003) (編劇)
- 隔世追兇(2004) (編劇)
- 天涯俠醫(2004) (編劇)
- 同撈同煲(2005) (編劇)
- 西廂奇緣(2005) (編劇)
- 酒店風雲(2005) (編劇)
- 肥田囍事(2006) (編劇)
- 賭場風雲(2006) (編劇)
- 學警出更(2007) (編劇)
- 亂世佳人(2007) (編劇)
- 兩妻時代(2007) (編劇)
- 律政新人王II(2007) (編劇)
- 上海傳奇(2008) (編劇)
- 原來愛上賊(2008) (編劇)
- 學警狙擊(2009) (編劇)
- 富貴門(2009) (編劇)
- 翻叮一族(2009) (編劇)
- 老公萬歲(2010) (編劇)
- 團圓(2011) (編劇)
- 潛行狙擊(2011) (編劇)
- 缺宅男女(2012) (編劇)
- 女警愛作戰(2013) (編劇、編審)
- 戀愛季節(2013)(秋、冬) (編劇、編審)
- 情逆三世缘(2013) (編劇)
- 再戰明天(2014) (編劇、編審)
- 蘭花刧(2017) (編劇)

### 電視劇（亞洲電視）
- 影城大亨(2000) (編劇)
- 俠骨仁心(2001) (編劇)

### 電視劇（香港電台）
- 獅子山下2015(2015)《記號 - 我們年輕，但我們也有過去》(編劇)

### 電視劇（邵氏兄弟）
- 廉政狙擊(2023) (原創、編劇)

### 電影
- 心動(1999) (編劇)
- 20 30 40(2004) (編劇) (電影入選第54屆柏林國際影展正式競賽單元)
- BJ $300 (電影)(2009) (編劇) (香港亞洲電影投資會入圍作品)
- 使徒行者 (電影)(2016) (編劇)
- 使徒行者2：諜影行動(2019) (編劇)
- 交換人生(2023) (擔任策劃) (中國內地電影，蘇倫編劇導演，雷佳音、張小斐領銜主演)

## 作品風格及評價
關皓月寫的戲，跟TVB大部分編劇的流水線標準化產物都不太一樣，很有自己的個人化色彩。這種細膩，也讓我記住了她筆下許多個性鮮明的角色 。（劇評人王擊凡評）
向來以資料搜集豐富深受合作機構歡迎的關皓月，擅長警匪動作戲的佈局，劇本紮實，因身為女性編劇的緣故，在寫出讓人熱血沸騰故事的同時，又兼顧了細膩的情感，因此作品往往呈現出剛柔並濟的特質，可以很燃，亦可以很文藝，突出可追看性的同時，又表達出一定的情懷，往往能帶給觀者一系列反思，讓人回味 。（《電影世界》評）

## 獎項
- 第十九屆香港電影金像獎
  - 最佳編劇 心動 －與張艾嘉
- 無線電視2011萬千星輝頒獎典禮
  - 最佳劇集 潛行狙擊 －與團隊
- 第三屆金色銀幕獎 (Golden Screen Awards 2019)
  - 最佳編劇 使徒行者2：諜影行動

## 外部連結
- 關皓月的Instagram帳戶
- 關皓月CatKwan的新浪微博
- 關皓月的X（前Twitter）
- 關皓月在互联网电影资料库（IMDb）上的資料（英文）（英文）
- 在AllMovie上關皓月的頁面（英文）
- 關皓月在香港影庫上的簡介
- 關皓月在豆瓣上的资料（简体中文）
- 關皓月在时光网上的簡介（简体中文）